# Hebius parallelum
Hebius parallelum är en ormart som beskrevs av Boulenger 1890. Hebius parallelum ingår i släktet Hebius och familjen snokar. Inga underarter finns listade i Catalogue of Life.
Arten förekommer i Indien i delstaterna Sikkim och Nagaland samt i Bhutan. För exemplar som hittades i Nepal behövs bekräftelse om de tillhör Hebius parallelum. Honor lägger ägg.